# Emory Tate
Emory Andrew Tate Jr. (Chicago, 27 dicembre 1958 – Milpitas, 17 ottobre 2015) è stato uno scacchista e militare statunitense, definito da Maurice Ashley come "assolutamente un pioniere degli scacchi afroamericani".

## Biografia
Nel 1985 Tate ha sposato una donna inglese con la quale ha avuto tre figli, il più grande dei quali è l'ex kickboxer e social media influencer Andrew Tate, nato il 1º dicembre 1986. Suo fratello Tristan Tate  è nato nel 1988. I due hanno divorziato nel 1997 e l'ex moglie è tornata a Luton, nel Regno Unito, con i figli.
Tate si guadagnò la reputazione di tattico creativo e pericoloso nel circuito scacchistico statunitense, dove vinse circa 80 partite di tornei contro grandi maestri e cinque volte il campionato di scacchi delle forze armate degli Stati Uniti (era sottufficiale dell'Aeronautica statunitense).

### Morte
Morì a 56 anni in seguito a un attacco cardiaco avvenuto durante un torneo a Milpitas, in California.